# Marion (hrabstwo Wayne)
Marion – jednostka osadnicza w Stanach Zjednoczonych, w stanie Nowy Jork, w hrabstwie Wayne.